# サトウィクサイラジ・ランキレッディ
サトウィクサイラジ・ランキレッディ（英語: Satwiksairaj Rankireddy、ヒンディー語: सात्विकसाईराज रंकीरेड्डी、2000年8月13日 - ）は、インドの男子バドミントン選手。世界最速のスマッシュを持つ。インド人で唯一BWF世界ランキング1位まで上り詰めた男子ダブルスペアである。

## 経歴
かつてインド代表選手だった父と兄の後を継いでバドミントンをはじめる。

### 2018-2019
2018年から男子ダブルスで3歳年上のチラグ・シェッティとペアを組む。
2019年のタイ・オープンで決勝で李俊慧 / 劉雨辰を破り優勝し、BWFスーパーシリーズ及びBWFワールドツアータイトルで優勝した初のインド人のダブルスペアとなった。また、この優勝により世界ランクが9位に上がり、インド人の男子ダブルスで初めて世界ランクTOP10入りを果たした。
同年のフランス・オープンでは準優勝を果たした。

### 2022
2022年のインド・オープンでは、ホームグラウンドとして優勝し、この年をスタートした。
同年のトマス杯ではインド代表チームの第1ダブルスとして出場。決勝のインドネシア戦で、ケビン・サンジャヤ・スカムルジョ / モハマド・アッサンペアと対決。1セット目を取られるも、2セット目、3セット目を連続で制し勝利。インドチームがインドネシアチームに2-0でリードした。これによって、インドのトマス杯優勝という歴史的快挙に大きく貢献した。
その後、同年のフランス・オープンでは決勝で台湾ペアを破り優勝。初のワールドツアー750以上のタイトル獲得となった。

### 2023
3月のスイス・オープンで優勝。
4月のアジア選手権では、決勝でオン・ユーシン / テオ・イーイに逆転勝利し優勝。初のビッグタイトル獲得となった。
6月のインドネシア・オープンでは、決勝でアーロン・チア / ソー・ウーイックを破って優勝した。初のワールドツアースーパー1000タイトル獲得となった。
7月の韓国オープンでは、準決勝で世界ランク2位の梁偉鏗 / 王昶を破り、決勝では世界ランク1位のファジャル・アルフィアン / ムハマド・リアン・アルディアントを破り優勝。2大会連続優勝を果たした。
8月の世界選手権では、準々決勝でキム・アストルプ / アンダース・スカールプ・ラスムセンに敗れメダルを逃した。

#### インド人初のMD世界1位
10月のアジア競技大会の個人戦ダブルスでは、決勝で催率圭 / 金元昊を破って優勝。これにより23歳の若さで、インド人の男子ダブルス選手として初めて世界ランキング1位となった。

## 概要
- 7月の韓国オープンの期間中に、565km/hのスマッシュ速度を記録した。これにより今までで最速の、2013年に樹立されたタン・ブンホンの493km/hのスマッシュを72km/h更新し、ギネス世界記録に認定された[2]。